# Novo Virje
Novo Virje (chorw. Općina Novo Virje) – miejscowość i gmina w Chorwacji, w żupanii kopriwnicko-kriżewczyńskiej. W 2011 roku liczyła 1216 mieszkańców.